# Fred Strittmatter
Fred Strittmatter (* 10. Juli 1923 in Basel; † 12. September 1985) war ein schweizerisch-deutscher Komponist von Filmmusik. Zu seinen bekanntesten Werken gehören die Titelmusik der Fernsehserie Dick und Doof und das Abspannlied für die deutsche Synchronfassung von Der rosarote Panther.

## Leben
Bereits im Alter von sieben Jahren begann Strittmatter 1930 ein privates Musikstudium in Basel auf der Violine. Ursprünglich wollte er ein Studium als Maschinenbau-Ingenieur einschlagen, begann dann aber ab 1945 eine autodidaktische Weiterbildung auf der Gitarre und in der Musiktheorie in einem Internierungslager in der Schweiz. Ab 1946 arbeitete er als Musiker, 1949 schrieb er seine ersten Kompositionen für den Rundfunk, ab 1950/51 folgten dann erste Kompositionen für Spielfilme. Ab 1963 erhielt er die ersten Kompositionsaufträge für Fernsehserien wie Dick und Doof oder Der rosarote Panther. Für letztere schrieb er den Abspannsong Wer hat an der Uhr gedreht? Einige Stücke verfasste er zusammen mit Quirin Amper Jr., darunter Musik für die Fernsehserien Die kleinen Strolche (1967), Sachen zum Lachen, für neue Folgen von Väter der Klamotte (bis 1986), Western von gestern und die Zeichentrickserie Schweinchen Dick. Ab Anfang der 1970er-Jahre komponierte Strittmatter unter dem Pseudonym Fred Tornow auch für einige Erotikfilme.

## Filmmusik
- 1952: Oh, du lieber Fridolin
- 1964: Ein Sarg aus Hongkong
- 1971: Beichte einer Liebestollen
- 1971: Gestatten... Vögelein im Dienst
- 1971: Obszönitäten
- 1971: Pornografie illegal?
- 1972: Gefährlicher Sex frühreifer Mädchen
- 1972: Gefährlicher Sex frühreifer Mädchen 2: Höllisch heiße Mädchen
- 1973: Geilermanns Töchter – Wenn Mädchen mündig werden
- 1973: Liebesmarkt
- 1973: Unterm Dirndl wird gejodelt
- 1973: Flyte & Jutta
- 1974: Beim Jodeln juckt die Lederhose
- 1978: Western von gestern (Fernsehserie, 3 Folge)
- 1978: Die schnellste Maus von Mexiko (Fernsehserie)
- 1975–1980: Lachen Sie mit Stan & Ollie (Fernsehserie, 25 Folge)